# Unión de Cárdenas
Unión de Cárdenas är en ort i Mexiko.   Den ligger i kommunen Santiago Juxtlahuaca och delstaten Oaxaca, i den sydöstra delen av landet, 270 km söder om huvudstaden Mexico City. Unión de Cárdenas ligger 1 737 meter över havet och antalet invånare är 439.
Terrängen runt Unión de Cárdenas är kuperad norrut, men söderut är den bergig. Unión de Cárdenas ligger nere i en dal som går i nord-sydlig riktning. Runt Unión de Cárdenas är det ganska glesbefolkat, med 43 invånare per kvadratkilometer. Närmaste större samhälle är Santiago Juxtlahuaca, 5,9 km norr om Unión de Cárdenas. I omgivningarna runt Unión de Cárdenas växer huvudsakligen savannskog.